# Округ Лав (Оклахома)
Лав (енгл. Love County) је округ у америчкој савезној држави Оклахома.

## Демографија
По попису из 2010. године број становника је 9.423, што је 592 (6,7%) становника више него 2000. године.
| Група             | 2000.         | 2010.         |
| Белци             | 7.179 (81,3%) | 7.186 (76,3%) |
| Афроамериканци    | 193 (2,2%)    | 168 (1,8%)    |
| Азијати           | 23 (0,3%)     | 45 (0,5%)     |
| Хиспаноамериканци | 619 (7,0%)    | 1.113 (11,8%) |
| Укупно            | 8.831         | 9.423         |